# 鉄道学校
鉄道学校（てつどうがっこう）とは交通や鉄道についてのことがらを学ぶ専門学科などがある学校の総称である。
2023年現在、日本には鉄道について学ぶ学校が高等学校3校、短期大学2校、専門学校18校があるが、このうち高等学校2校をさしていうことが多い。一種の職業高等学校といわれることもある。

## 鉄道（交通）を学ぶ学校の一覧

### 高等学校（専門高校）
- 岩倉高等学校（学校法人明昭学園が運営）
- 昭和鉄道高等学校（学校法人豊昭学園が運営）

- ヒューマンキャンパス高等学校（学校法人佐藤学園が運営）秋葉原と大宮学習センターに設置

学部（科）は営業科（双方とも運輸科）と機器科（岩倉は機械科、昭和は機関科）と別れていたが、のちに鉄道科（岩倉は新・運輸科）に統合。その下に営業学科（岩倉はビジネス科、昭和は運輸サービスコース）、機器学科（岩倉はものづくり科、昭和は運輸システムコース）を設置・再編された。

### 短期大学
- 東京交通短期大学　運輸科（昭和鉄道高等学校と同じく学校法人豊昭学園が運営）
- せとうち観光専門職短期大学　観光振興学科・鉄道クラス（学校法人穴吹学園が運営）

（過去には、大阪交通短期大学や芝浦短期大学にも交通に関する学科が設けられていた）

### 専門学校
- 専門学校東京ホスピタリティ・アカデミー（学校法人21世紀アカデメイアが運営、鉄道サービス学科内に鉄道サービスコース、鉄道メンテナンスコースを設置）
- 専門学校名古屋ホスピタリティ・アカデミー（学校法人21世紀アカデメイアが運営、鉄道サービス学科内に鉄道サービスコース・ITコースを設置）
- 専門学校大阪ホスピタリティ・アカデミー（学校法人21世紀アカデメイアが運営、鉄道サービス学科内に鉄道サービスコース・鉄道就職特化コース・鉄道就職語学特化コース・鉄道メンテナンスコースを設置）
- 専門学校福岡ホスピタリティ・アカデミー（学校法人21世紀アカデメイアが運営、鉄道サービス学科内に鉄道サービスコースを設置）
- 専門学校日本鉄道&スポーツビジネスカレッジ（杉並校）、専門学校日本鉄道&スポーツビジネスカレッジ21（錦糸町校）、東京ITプログラミング&会計専門学校（仙台校）・（名古屋校）、大阪ITプログラミング&会計専門学校（梅田校）（学校法人立志舎が運営、鉄道・交通コースを設置）
- エアライン・鉄道・ホテル・テーマパーク専門学校東京、大阪鉄道・観光専門学校（学校法人トラベルジャーナル学園が運営、鉄道科を設置）
- 大原簿記専門学校（学校法人大原学園が運営、ビジネス学科内に鉄道観光ビジネスコースを設置（仙台校）。鉄道・交通コース、鉄道サービスコースを東京校（水道橋）・甲府校・松本校・新潟校・福井校・金沢校・難波校・京都校を設置。
- 阪神自動車航空鉄道専門学校（学校法人兵庫科学技術学園が運営、鉄道システム学科を設置）
- 駿台観光&外語ビジネス専門学校（学校法人駿河台学園が運営、鉄道サービス学科を設置）
- 駿台トラベル&ホテル専門学校（学校法人駿河台学園が運営、鉄道学科内に鉄道コースを設置）
- 専門学校西鉄国際ビジネスカレッジ（学校法人西鉄学園が運営、鉄道科を設置）
- 東京エアトラベル・ホテル専門学校（学校法人田中育英会が運営、鉄道交通科内に鉄道・運輸コース、鉄道ビジネス・大学コースを設置）
- 盛岡上野法律ビジネス専門学校（学校法人上野教育学園が運営、法律行政学科内に初級公務員・鉄道・郵政コースを設置）
- 国際外語・観光・エアライン専門学校（学校法人国際総合学園が運営、観光デザイン科内に鉄道ビジネスコースを設置）
- 経専北海道観光専門学校（学校法人経専学園が運営、観光サービス学科内に鉄道科を設置）
- 宇都宮ビジネス電子専門学校（学校法人大久保育英会が運営、公務員ビジネス科内に鉄道・郵政コースを設置）
- 国際情報ビジネス専門学校（学校法人TBC学院が運営、公務員総合学科内に郵政・鉄道&民間職員コースを設置）
- 日本外国語専門学校（学校法人文際学園が運営、国際観光科内に鉄道＆空港サービス専攻を設置）

中国・四国・沖縄地方では未開校（沖縄には全く、鉄道学校を開校したことがない）。

## 鉄道学校（高校）に設置されている専門学科
鉄道関係の専門学科のみを挙げる。
- 岩倉高等学校運輸科
- 昭和鉄道高等学校鉄道科
- ヒューマンキャンパス高等学校鉄道サービス専攻

## その他
- アニメ『母をたずねて三千里』の主人公の兄は鉄道学校に通っているという設定。日本国外にも鉄道学校が存在することをうかがわせる。
- 漫画『テツぼん』では、昭和鉄道高等学校をモデルとする学校と広島電鉄家政女学校、『グランドステーション～上野駅鉄道公安室日常～』では岩倉高等学校が登場している。
- ライトノベル・漫画『RAIL WARS! -日本國有鉄道公安隊-』では、主人公が公安官研修生としていたことがあった国鉄中央学園のモデルとして、中央鉄道学園が登場。

## 過去に鉄道学校だった学校
2023年10月現在、鉄道高校・大学があるのは東京だけだが、かつては東京以外にもあった。
- 大阪鉄道学校 - 大阪鉄道高等学校（現・大阪産業大学附属高等学校）
- 熊本鉄道高等学校（現・開新高等学校）
- 鹿児島鉄道高等学校（現・樟南高等学校）
- 名古屋鉄道学校（現・名古屋国際高等学校）

## 過去に存在した鉄道学校
- 中央鉄道学園（通称：鉄道大学校）
- 日本鉄道学校
- 東京鉄道学校
- 大阪第二鉄道学校[要出典]
- 糸崎鉄道学校
- 広島電鉄家政女学校